# Kvarken Południowy
Kvarken Południowy (szw. Södra Kvarken; fiń. Ahvenanrauma) – cieśnina na Morzu Bałtyckim, u wejścia do Zatoki Botnickiej, między Wyspami Alandzkimi (Finlandia) a Półwyspem Skandynawskim (Szwecja). Liczy ok. 40 km szerokości. Głębokość maksymalna wynosi 244 m. Podczas mroźnych zim zamarza, natomiast podczas łagodniejszych pokryta jest pływającym lodem.